# Maromitety
Maromitety is een plaats en commune in het oosten van Madagaskar, behorend tot het district Vavatenina, dat gelegen is in de regio Analanjirofo. Tijdens een volkstelling in 2001 telde de plaats 17.757 inwoners.
De plaats biedt enkel lager onderwijs aan. 96 % van de bevolking werkt als landbouwer. Het belangrijkste landbouwproduct is rijst; andere belangrijke producten zijn bananen, koffie en kruidnagelen. Verder is 4% actief in de dienstensector.